# Trichestra viridipicta
Trichestra viridipicta är en fjärilsart som beskrevs av Paul Dognin 1907. Trichestra viridipicta ingår i släktet Trichestra och familjen nattflyn. Inga underarter finns listade i Catalogue of Life.